# 尖吻重牙鯛
尖吻重牙鯛為輻鰭魚綱鱸形目鱸亞目鯛科的其中一種，分布於東大西洋區，包括地中海、黑海、比斯開灣至獅子山海域，棲息深度可達150公尺，體長可達60公分，棲息在岩石底質、沙底質海域，屬雜食性，以藻類、小型無脊椎動物為食，可做為食用魚及遊釣魚。